# Парк Ариэля Шарона
Парк Ариэля Шарона (ивр. פארק אריאל שרון‎) — экологический парк площадью в 8 000 дунамов, созданный на территории Хирии (ивр. חירייה‎) — бывшей свалки отходов, расположенной к юго-востоку от Тель-Авива. В августе 1998 года, после того, как на ней накопилось 25 миллионов тонн отходов, объект был остановлен. При въезде в международный аэропорт Бен-Гурион парк выглядит как холм с плоской вершиной. У подножия горы построены три предприятия по переработке отходов: центр по разделению отходов, объект по переработке зелёных отходов, производящий мульчу, и завод по переработке строительных материалов. Свалка и её окрестности были преобразованы в большой парк, который продолжает строиться.

## История

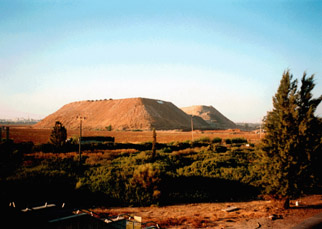
Мусорная гора Хирия (2006)

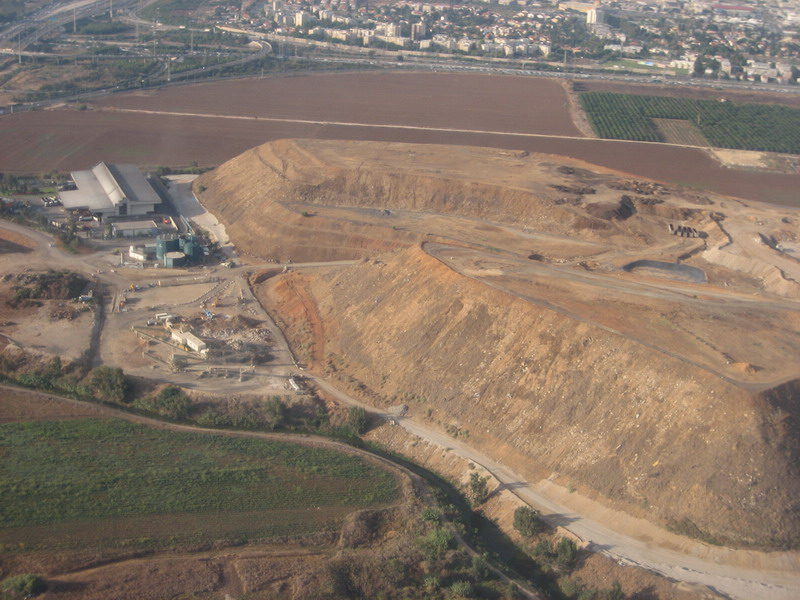
Хирия, вид сверху (2006)

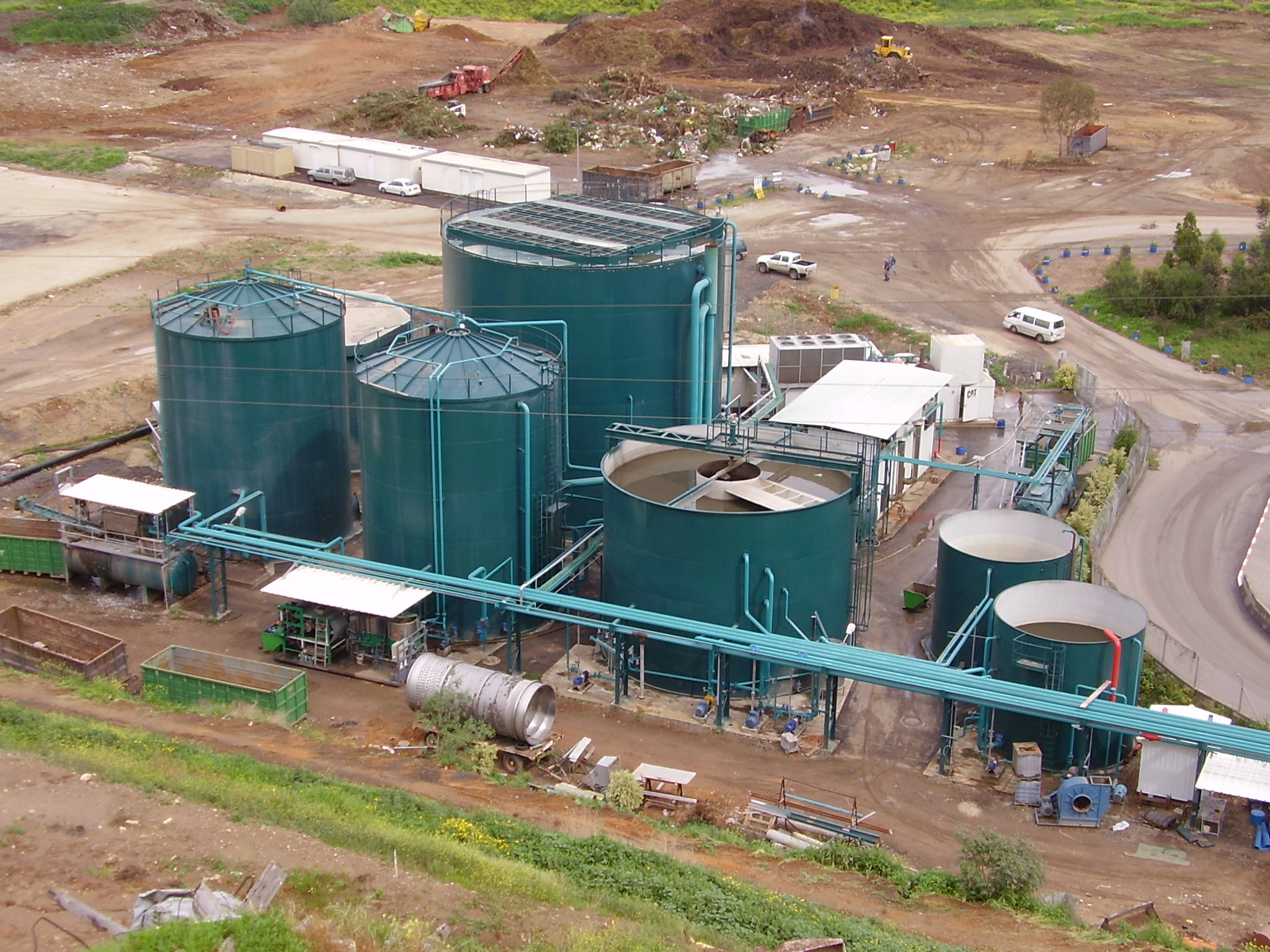
Анаэробные варочные котлы на мусороперерабатывающем заводе Хирия

Свалка расположена на землях палестинской деревни Аль-Хайрия, от которой происходит название Хирия. Деревня ранее называлась Ибн Ибрак, сохраняя название древнего библейского города Бенеберак; была переименована в аль-Хайрийя в 1924 году. За несколько недель до начала арабо-израильской войны 1948 года жители покинули деревню перед наступлением сил Хаганы.
По словам Рашель Гершовиц из Israel Venture Capital Journal, во время британского мандата британские власти обозначили этот район как Землю короны; были планы использования её в качестве дренажной равнины для решения ежегодной проблемы наводнений.
В 1952 году это место стало свалкой. Её длина превысила полмили, высота — 80 метров над уровнем моря. Объём отходов оценивался в 16 миллионов кубометров.
Обеспокоенность общественности загрязнением окружающей среды и подземных вод, а также распространением ядовитых газов привела к призывам к закрытию объекта. Другая проблема состояла в том, что тысячи чаек и других птиц, привлекаемые разлагающимся мусором, представляли опасность для коммерческих авиалайнеров, взлетающих и приземляющихся в близлежащем аэропорту Бен-Гурион: только за 1996 год было зафиксировано 34 случая столкновения самолётов с птицами.
В 1998 году Хирия перестала функционировать как свалка отходов.
В 2004 году прошёл международный конкурс, на котором обсуждались идеи о том, как реабилитировать гору мусора, превратить её в достопримечательность и не дать ей обрушиться в русло реки Аялон.

## Парк Ариэля Шарона

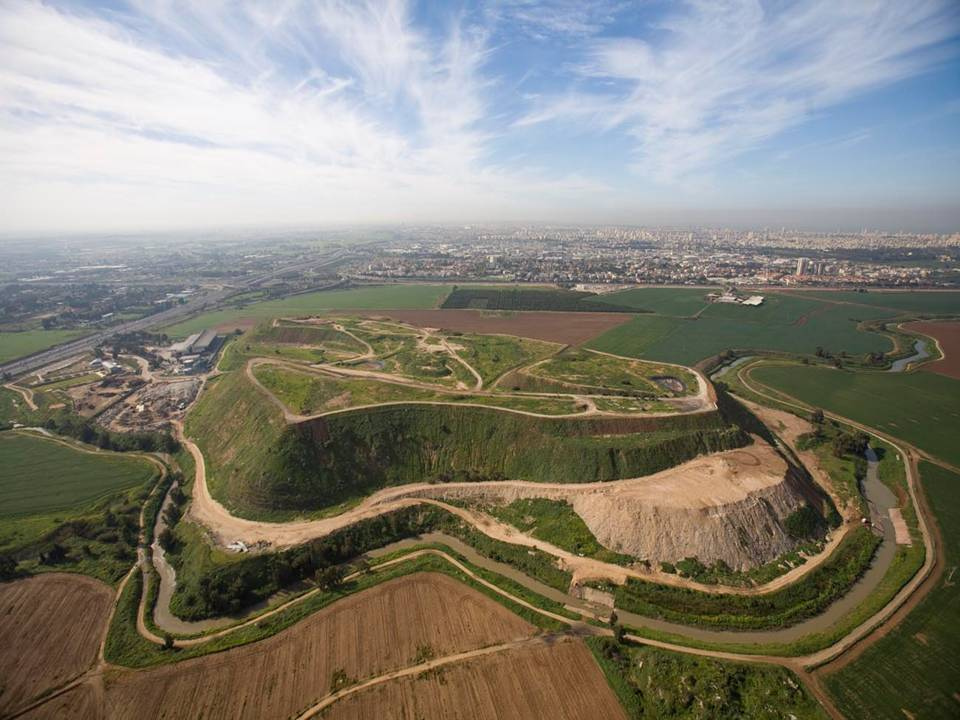
Фотография 2012 года

Впоследствии были составлены планы по восстановлению участка и использованию горы и окружающей территории в качестве центральной части парка Ариэля Шарона. Во время пребывания на посту премьер-министра Ариэля Шарона, который активно поддерживал проект, для парка (который изначально назывался «Аялон» — в честь огибающей гору речки) была выделена территория в 2000 акров (8,09371284 км2). Планировщик — немецкий ландшафтный архитектор и градостроитель Петер Латц. Позже парк был назван в честь Шарона. Латц изобрёл метод защиты будущих цветов и фруктов от загрязняющих веществ: ландшафт покрывается слоем биопластика, блокирующим метан, слоями гравия и метровым слоем чистой почвы.
По плану, на территории бывшей Хирии появятся амфитеатр, рестораны, кафе, спортплощадки и учебные зоны, посвящённые охране окружающей среды. По завершении реализации проекта новая зелёная зона будет в три раза превосходить по размеру Центральный парк в Нью-Йорке.

## Юрисдикция
Хирия не находится под юрисдикцией какого-либо муниципалитета, а находится в ведении Совета Ассоциации по санитарии и удалению твёрдых отходов Гуш-Дана.

## Оставшиеся активы по переработке отходов
У подножия насыпи работали три завода по переработке отходов, измельчающие строительные отходы в гравий и сухие органические вещества в мульчу, а также запатентованная демонстрационная установка для механической биологической очистки, на которой твёрдые бытовые отходы сортируются с использованием свойств воды.
В 2007 году садовые отходы были отсортированы, а стволы деревьев отправлены в столярную мастерскую Хирия для переработки в деревянную мебель, такую как скамейки и садовые принадлежности для использования в парке. На участке было пробурено 60 газовых скважин для сбора газообразного метана, вырабатываемого на полигоне. Электростанция вырабатывала всю электроэнергию, необходимую для площадки в Хирии, и продавала излишки компании Israel Electric Corporation.
Предприятие по переработке отходов, управляемое израильской компанией ArrowEcology, представило новую технологию, ArrowBio, которая разделяет перерабатываемые материалы с использованием водной технологии. Восемьдесят процентов отходов, попадающих в систему, используются повторно, и только 20 процентов попадает на свалки.

## Фильм
В 2011 году короткометражный фильм о преобразовании территории «Проект Хирия: гора перемен» получил первый приз в конкурсе фото- и видеосъемки «Механизм чистого развития, изменяющего жизнь», организованном Рамочной конвенцией Организации Объединённых Наций об изменении климата (РКИК ООН) в г. Дурбан.